# Aechmea eurycorymbus
Aechmea eurycorymbus är en gräsväxtart som beskrevs av Hermann August Theodor Harms. Aechmea eurycorymbus ingår i släktet Aechmea och familjen Bromeliaceae. Inga underarter finns listade i Catalogue of Life.

## Bildgalleri

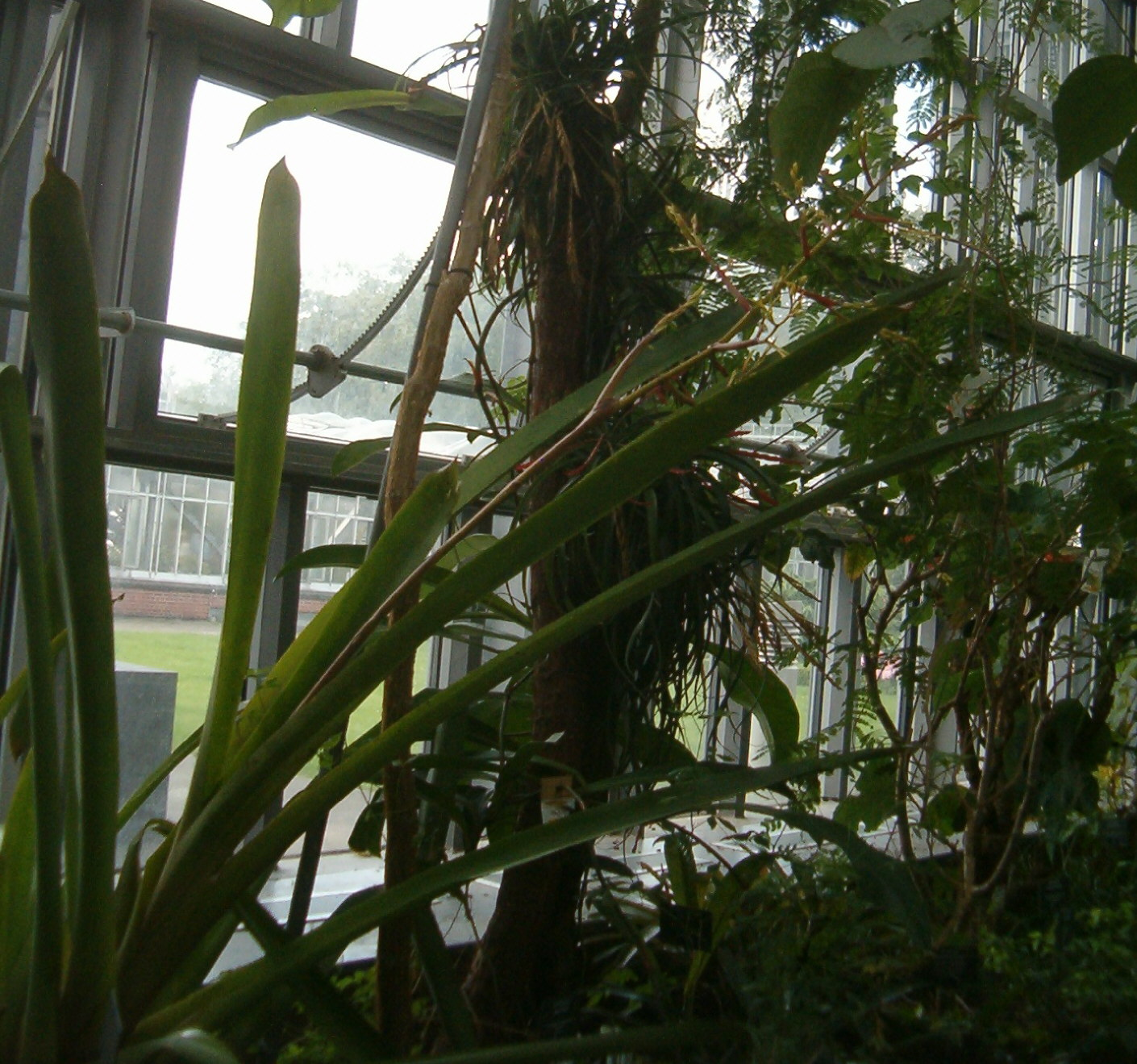
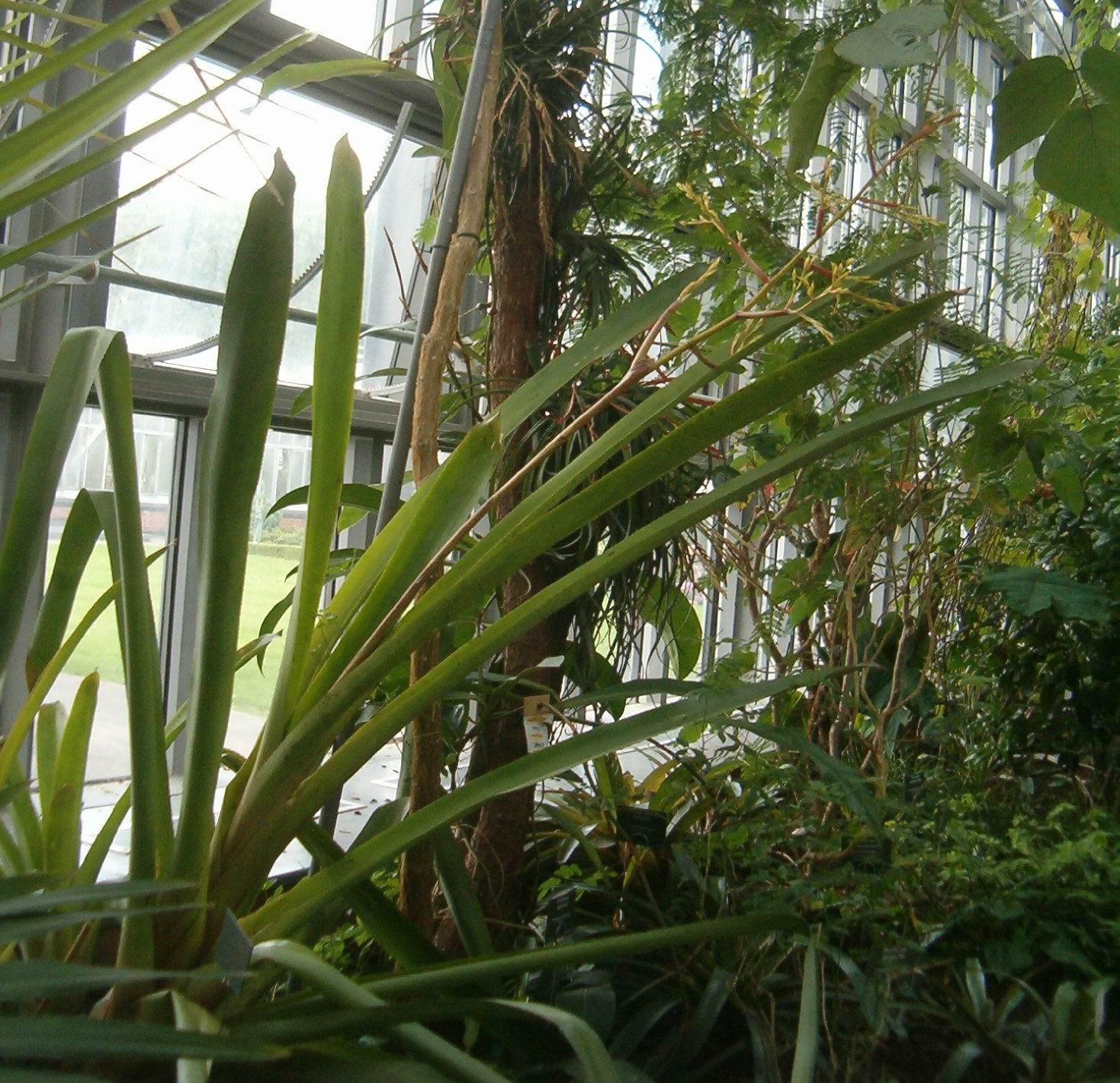
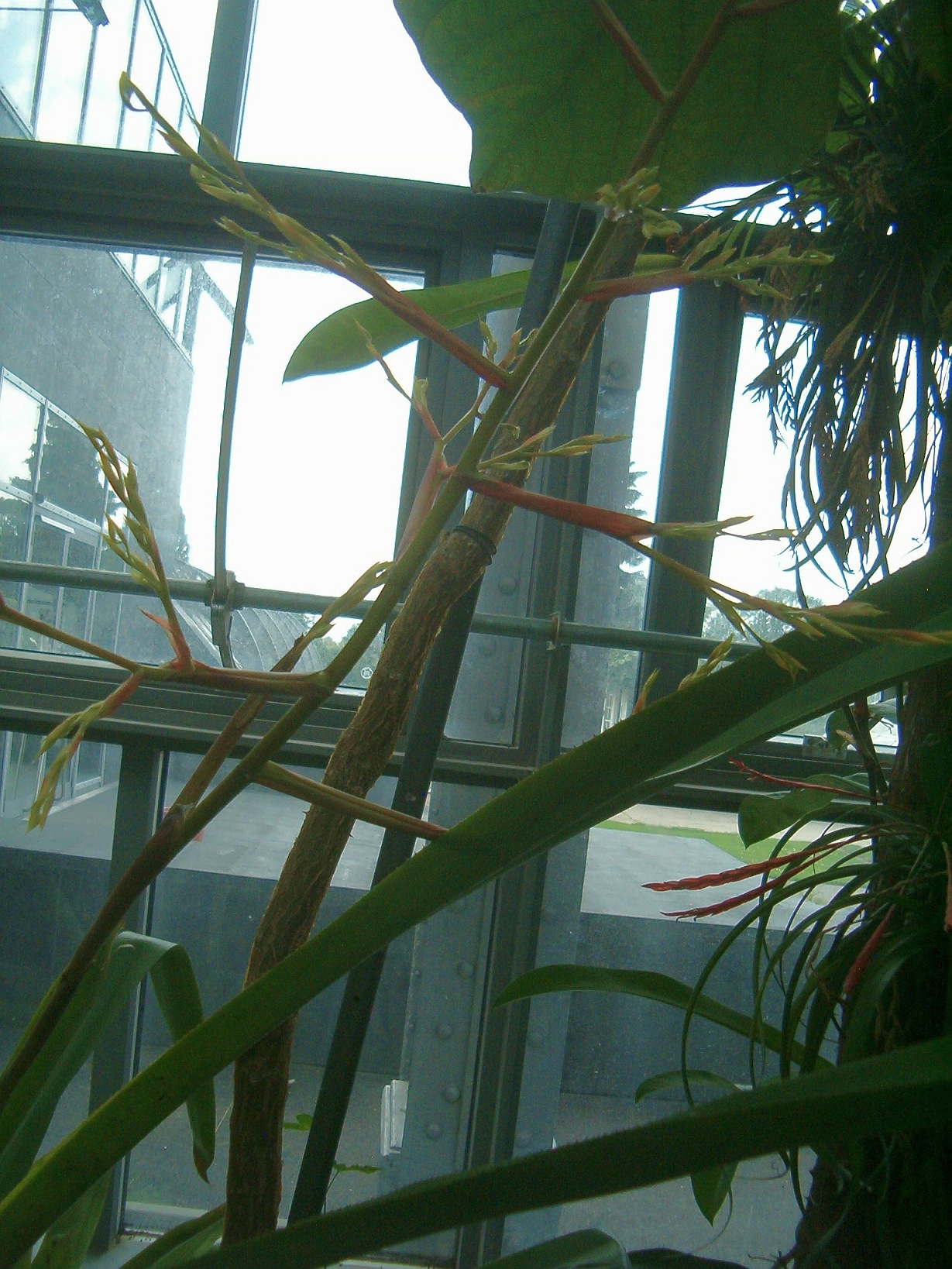
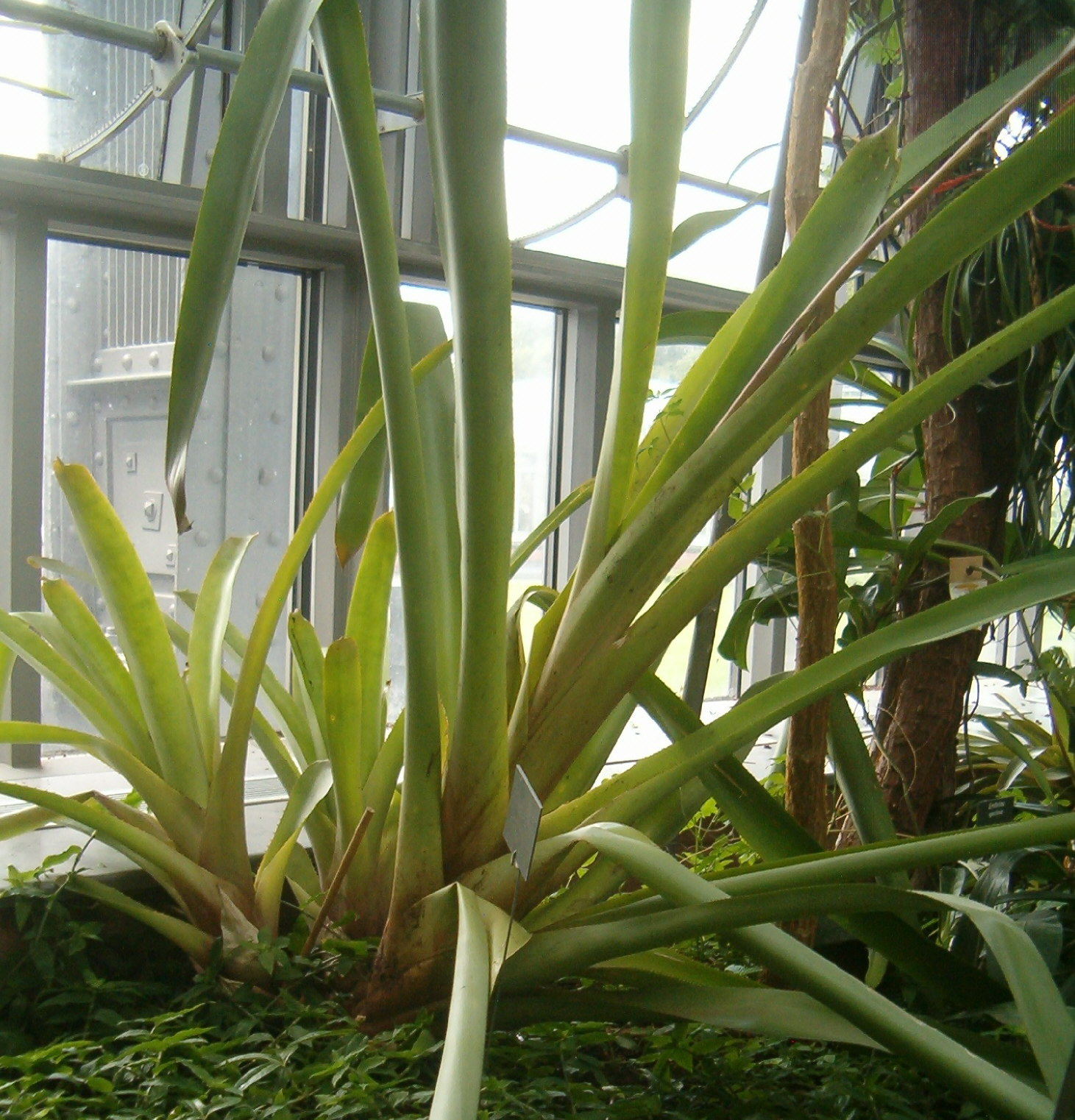